# Guidobaldo
Cette page présente le prénom Guidobaldo ainsi que ses variantes.
Guidobaldo est un anthroponyme et un prénom italien (aujourd'hui désuet), forme contractée de Guido et Ubaldo ; selon une autre hypothèse, il dérive de l'anthroponyme germanique Widobald. Il est à l'origine du patronyme Guidobaldi,,.
Il est notamment porté par :
Par ordre chronologique
- Guidobaldo Ier de Montefeltro (1472–1508), comte de Montefeltro et duc d'Urbino ;
- Guidobaldo Gondi (it) (1486–1560), banquier italien, membre de la famille de Gondi ;
- Guidobaldo II della Rovere (1514–1574), duc d'Urbino ;
- Guidobaldo del Monte (1545–1607), philosophe, mathématicien et astronome italien ;
- Guidobaldo Bonarelli (1563–1608), poète et dramaturge italien ;
- Guidobaldo Abbatini (mort en 1656), peintre italien ;
- Guidobaldo Thun (1614–1668), cardinal italo-autrichien.

- Pour l'ensemble des articles sur les personnes portant ce prénom, consulter :
  - la liste des articles dont le titre commence par ce prénom
  - les listes produites par Wikidata : Liste des personnes de prénom « Guidobaldo » — même liste en incluant les éventuels prénoms composés qui contiennent « Guidobaldo ».